# Семейный план (фильм, 2005)
«Семейный план» (англ. Family Plan) — комедийный телефильм Дэвида С. Касса старшего. Не рекомендуется детям до 13 лет. Фильм был снят по заказу телеканала «Hallmark». В России был показан на русской версии телеканала «Hallmark».

## Сюжет
Новый босс одинокой девушки Чарли МакКензи превозносит достоинства и добродетели семейной жизни. Ей, якобы разделяющей его точку зрения, чтобы сохранить работу, приходится временно позаимствовать дочь своей лучшей подруги на роль своей дочери, и нанять безработного актера на роль собственного мужа. Но неожиданно одна супружеская ночь превращается в долговременные отношения, когда босс становится новым соседом девушки.

## В ролях
- Тори Спеллинг — Чарли
- Грег Джерманн — Уолкотт
- Джордан Бриджес — Бак
- Кэли Роша — Стейси
- Кейт Вернон — Виктория
- Кристофер Касс — Трой
- Джон Полито — Голд
- Эбигейл Бреслин — Николь